# Grevillea spinosa
Grevillea spinosa är en tvåhjärtbladig växtart som beskrevs av Mcgill.. Grevillea spinosa ingår i släktet Grevillea och familjen Proteaceae. Inga underarter finns listade i Catalogue of Life.